# 忘れえぬ想い
『忘れえぬ想い』（わすれえぬおもい、原題：忘不了、英題：Lost in Time）は、イー・トンシン監督による2003年の香港映画。
香港で市民の足となっているミニバスを舞台に、婚約者を亡くして連れ子と二人で暮らす女性と、妻子を手放した経験を持つ婚約者の同僚との愛を描いた恋愛映画。主役を演じたセシリア・チャンの演技が高い評価を受け、第23回香港電影金像奨（2004年）などで最優秀主演女優賞を受賞した。

## ストーリー

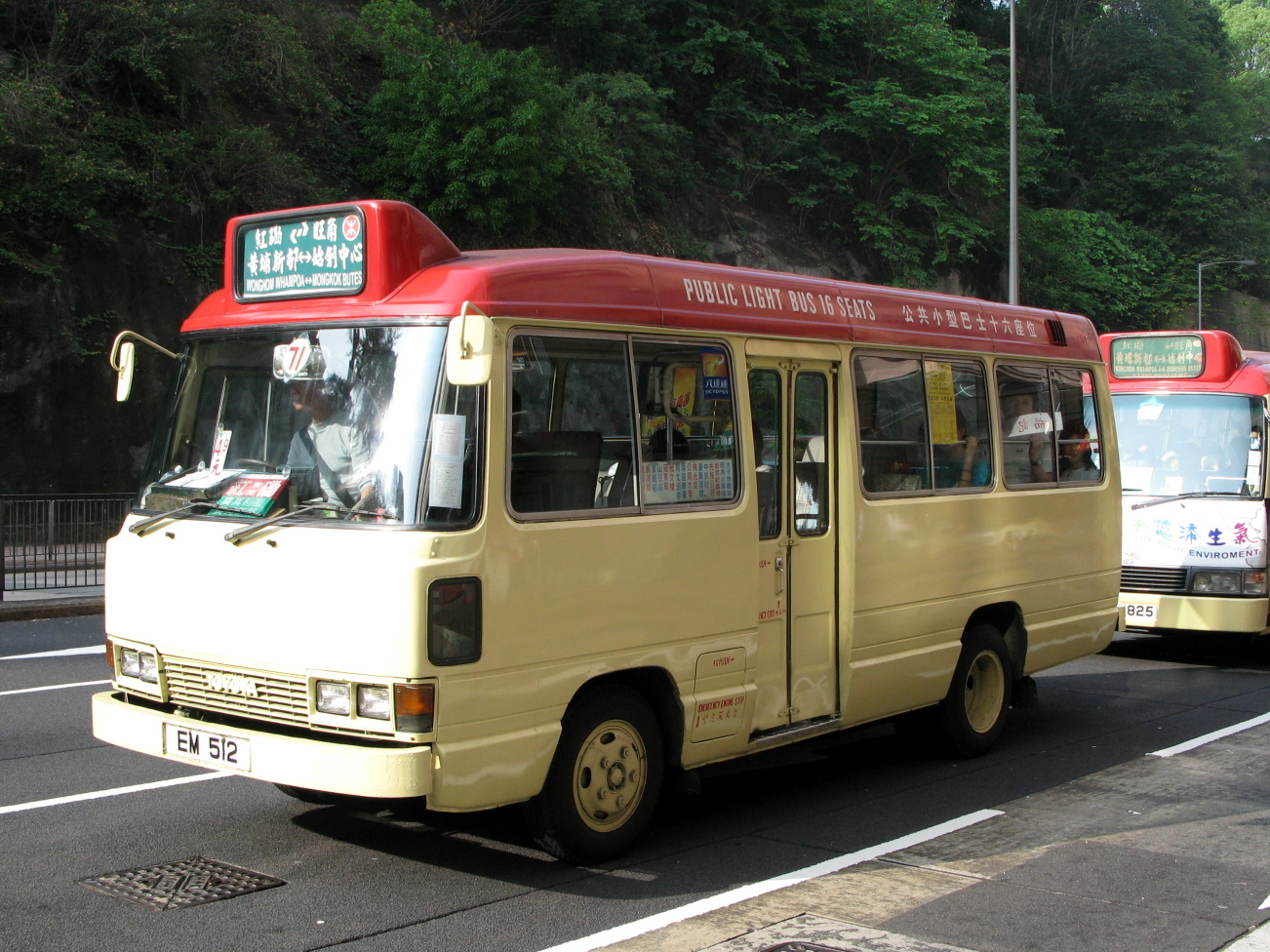
香港を街を走るミニバス

シウワイの婚約者であるマンはミニバスの運転手をしていたが、ある雨の晩、交通事故に遭い帰らぬ人となった。失意の中、シウワイはマンの遺した子であるロロと共に生きていくため、またマンを忘れないために、マンの運転していたミニバスを引き継いでミニバスの運転手になることを決心する。しかし、ミニバスの運転や交通ルール、客のさばき方など慣れないことずくめで生活は思うようにいかない。
そんな中、シウワイにミニバス運転手のイロハを教えロロの面倒も見てくれたのは、同じくミニバス運転手でマンが息を引き取る瞬間に居合わせたファイだった。ファイは二人の生活を助けようとするが、シウワイは自分の力で何とかすると取り合わない。
いよいよ生活が苦しくなったシウワイは、ロロを児童福祉相談所に連れて行こうとするが、泣き出すロロを前にして引き返してしまう。これを境にますます家族のようになった3人だったが、シウワイがマンを忘れられないように、ファイもまた別れた妻と子を忘れられずにいた。
ファイは、自宅に来たシウワイに自分の過去のことを打ち明けた。過去の想いに捕らわれたまま誰かを愛することは本当の愛情なのか、ファイはシウワイと自分に問いかけた。翌日、二人はそれぞれ過去に別れを告げ、共に生きていく決心をする。

## 登場人物
- シウワイ

演 - セシリア・チャン、声 - 加藤優子
事故で婚約者を亡くし、生計を立てるためにミニバス運転手になる
- マン

演 - ルイス・クー、声 - 梯篤司
シウワイの婚約者。ミニバス運転手だったが事故で亡くなる
- ファイ

演 - ラウ・チンワン、声 - 飯島肇
マンの同僚。不慣れなシウワイを何かと助ける
- ロロ

演 - 原島大地、声 - 川田妙子
マンの子

## 受賞
- 第23回香港電影金像奨（2004年）：最優秀主演女優賞・最優秀オリジナル音楽賞
- 第10回香港電影評論学会大奨（2003年）：推薦映画
- 第9回香港金紫荊奨（2004年）：最優秀主演女優賞・十大中国語映画

など

## スタジオ・アルバム
| 枚  | 発売日        | 商品番号   | 定価            | 発売元                   | タイトル                                  | オリコン 最高位 | RIAJ認定 |
| --- | ------------- | ---------- | --------------- | ------------------------ | ----------------------------------------- | --------------- | -------- |
| 1st | 2006年1月15日 | BMH-050502 | ¥ 3,575（税込） | ユニバーサルミュージック | 忘れえぬ想い (セシリア・チャンのアルバム) |                 |          |